# Institución Alfons el Magnànim
La Institució Alfons el Magnànim-Centre Valencià d'Estudis i d'Investigació (IAM-CeVEI) es un organismo creado el 1947 por la Diputación Provincial de Valencia, vinculado al CSIC, para agrupar en un centro regional diferentes sociedades e institutos de carácter cultural y científico. Está integrada en el área de Cultura de la Diputación de Valencia. Publica la revista Debats, dirigida por Joaquim Rius.Toma el nombre del rey Alfonso el Magnánimo y tiene su sede al Centro Cultural la Beneficencia, en Valencia. 

## Objetivos
La Institución es una de las principales editoriales públicas valencianas (con un catálogo de más de 1300 libros y revistas) y los objetivos principales son estudiar, promover la investigación y difundir el trabajo científico y la cultura de las humanidades en los ámbitos de interés valenciano y universal, con especial incidencia en aquellas cuestiones que afectan a la sociedad valenciana así como promover actividades de proyección social de las ciencias sociales, físico-naturales y de la salud, de las humanidades y de la historia particularmente en aquellos temas que sean de interés general para la sociedad valenciana y establecer y mantener la relación adecuada con otros organismos valencianos, estatales e internacionales de contenido similar. Asimismo convoca anualmente los Premios Valencia de narrativa, de poesía y, desde 2016, también de ensayo.

## Estructura
La institución forma parte del área de cultura de la Diputación de Valencia y se ubica en el Centro Cultural la Beneficencia de Valencia. 
Entre 2015 y 2023 fue dirigida por el sociólogo Vicent Flor.En 2023, tras la no renovación de su contrato, fue designado como director Josep Enric Estrela, que hasta el momento había estado ejerciendo de subdirector.
Los cuatro Institutos con que cuenta actualmente son:
- Ciencias sociales y de la cultura: dirigido por Antonio Ariño;[7]
- Ciencias físico-naturales: dirigido por Vicent Martínez;
- Historia: dirigido por Ismael Saz;
- Humanidades y patrimonio: dirigido por Anacleto Ferrer.

Las colecciones del Magnànim son abundantes y variadas, como la de Estudis Universitaris y Arxius i Documents, con un total de 22. De esta manera, se impulsan ediciones de temáticas como las ciencias sociales, la filosofía, la música, la memorialística o el periodismo.Enric Sòria dirige la Biblioteca d'Autors Valencians, Román de la Calle las colecciones de arte, Emili Piera la colección Papers de Premsa, Jaime Siles la colección de Estudis Clàssics y Josepa Cucó y Beatriz Santamarina la de antropología.